# Kevin Kern
Kevin Lark Gibbs é um pianista, compositor de New Age dos EUA.